# Refugio Lillie Marleen
El refugio Lillie Marleen (en alemán: Lillie-Marleen-Schutzhütte) es un refugio de emergencia que sirvió como base de investigación estival de Alemania en la Antártida. Se ubica en el monte Dockery de la cordillera Everett en el norte de la Tierra de Victoria.
Fue inaugurado por el Instituto de Geociencias y Recursos Naturales durante la Expedición Alemana Antártica a la Tierra de Victoria del Norte I (GANOVEX-I) el 14 de enero de 1980, para investigación esporádica en verano. La cabaña Lillie Marleen fue la primera edificación de la República Federal de Alemania en la Antártida después de la Segunda Guerra Mundial. Su nombre deriva por asociación del cercano glaciar Lillie y de la famosa canción alemana Lili Marleen, cuya música fue escrita en 1937 por el compositor Norbert Schultze. 
La cabaña es un contenedor para vivac hecho de unidades prefabricadas de fibra de vidrio aisladas con espuma de poliuretano, con una superficie de 8 m x 10 m, que fue montado sobre un marco metálico. En 1983 fue establecida la Base Gondwana, por lo que el Refugio Lillie Marleen pasó a ser un refugio de emergencia.

## Hundimiento delGotland II
Durante la expedición GANOVEX-II (1981-1982) el barco de la expedición Gotland II quedó atrapado en el hielo de la bahía Yule y se hundió el 18 de diciembre de 1981. Los 41 expedicionarios y tripulantes fueron evacuados en helicóptero al Refugio Lillie Marleen. Como el pequeño refugio no tenía suficiente espacio para todos los náufragos, algunos de ellos tuvieron que ser alojados en el frío de congelación en tiendas de campaña. Los investigadores en la cabaña Lillie Marleen lograron hacer contacto por radio con la Base McMurdo de Estados Unidos, ubicada a 700 km de distancia, y ser luego evacuados.

## Sitio y Monumento Histórico
En la Reunión Consultiva 28 del Tratado Antártico en 2005 en Estocolmo, a propuesta y conservación de Alemania, el Refugio Lillie Marleen fue declarado Sitio y Monumento Histórico de la Antártida SMH-79 Cabaña Lillie Marleen El sitio incluye un monumento de piedra en recuerdo del hundimiento del Gotland II, que dice en alemán:
„GANOVEX II 81/82

ENDED

DUE TO THE

SINKING OF MS GOTLAND II“